# Židovský hřbitov ve Stráži
Židovský hřbitov ve Stráži, který byl podle některých pramenů založen již v roce 1330, leží v lese severně od městysu Stráž. Přístupný je z polní cesty k Souměři v blízkosti zeleně značené turistické stezky vedoucí k severu směrem na Bor. Další možností je sledovat modrobílé značky naučné stezky, jež kolem hřbitova vede na Souměř. Je chráněn jako kulturní památka České republiky.
Je kulturní památkou v majetku městysu. Ve staré části areálu byly levitům a kohanitům vyhrazeny speciální řady hrobů, což je v těchto krajích výjimečné. K posledním opravám došlo v letech 1923–1928, během nacistické okupace byl areál hrubě poničen. Některé historicky vzácné náhrobky byly pak používány také jako stavební materiál. Zatímco v 70. letech 20. století zde bývalo kolem 50 náhrobků, v roce 2007 jich zbyla jen necelá dvacítka. O dva roky později se o částečnou obnovu postaralo německé sdružení Aktion Sühnezeichen (Akce na znamení smíření), přičemž byly objeveny některé dosud ztracené náhrobní kameny a počet vztyčených náhrobků a jejich fragmentů se zvýšil na 34. Nejstarší čitelný náhrobek se datuje 1601. V dobrém stavu se zachovala ohradní zeď a pilíře vchodu.
V obci stávala také Stará (do roku 1876) a později Nová synagoga z první poloviny 18. století, v níž probíhaly bohoslužby do roku 1938, v tomtéž roce však byla nacisty vypálena, po roce 1950 došlo ke stržení zbytku stavby.